# Dubnica (gmina Sjenica)
Dubnica (cyr. Дубница) – wieś w Serbii, w okręgu zlatiborskim, w gminie Sjenica. W 2011 roku liczyła 473 mieszkańców.